# Landslaget i Blåsmusik

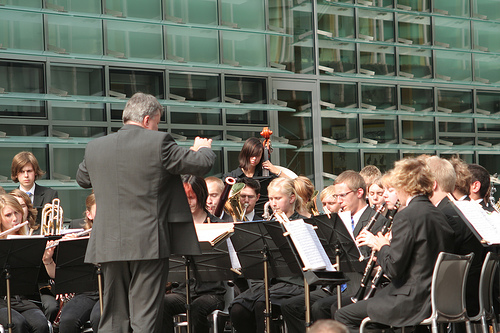
RUM:s blåsarsymfoniker i Berlin 2007

RUM:s Blåslandslag är en symfonisk blåsorkester bestående av cirka 80 ungdomar från hela landet. Huvudman är Riksförbundet Unga Musikanter.
Orkestern bildades 1975 under namnet Nationsungdomsorkestern. Den drevs då av ungdomssektionen RUM, som var en del av Riksförbundet Sveriges Amatörorkestrar. Så småningom bytte orkestern namn till RUM:s blåsarsymfoniker. Sedan 2005 bär orkestern titeln RUM:s Blåslandslag.
Man kvalificerar sig till landslaget genom provspelning. Provspelningen går till så att man spelar ett kort obligatoriskt stycke, ett självvalt stycke på högst fyra minuter och ett stycke som presenteras på provspelningen, s.k. avistaprov.
Målsättningen är att skapa Sveriges bästa blåsorkester och att genom deltagarna inspirera det lokala blåsmusiklivet i hela landet, liksom att bevara och utveckla den svenska blåsmusiktraditionen.

## Landslagsdirigenter
- Kai-Åke Nilsson 1975
- Birger Jarl 1977-1979
- Per Lyng 1981-1988
- Lars Benstorp 1989-1999
- Per Lyng 2001
- Per Engström 2002-2003
- Nils-Gunnar Burlin 2004-2011
- Rune Hannisdal 2012-2015
- Tomas Andersson 2016
- Helge Haukås 2016-

## Diskografi
- 1977 - Nationsungdomsorkestern 1977
- 1978 - Nationsungdomsorkestern 1978
- 1979 - Nationsungdomsorkestern 1979
- 1993 - Riksförbundet Unga Musikanter 15: 1978-1993
- 1995 - RUM:s blåsarsymfoniker 1995
- 1998 - Riksförbundet Unga Musikanter 20 år